# Jonathan Holslag
Jonathan Holslag (Sint-Niklaas, 15 juni 1981) is een Belgische politicoloog, Chinakenner, politicus en auteur.

## Loopbaan
Jonathan Holslag groeide op in Belsele, Sinaai, Sint-Niklaas en Hamont. Hij volgde zijn middelbaar onderwijs aan het Salvatorcollege van Hamont. Erna volgde hij een deel van een opleiding tot onderofficier. In een interview van 2022 getuigde hij over zijn bewogen jeugd, de drugsproblemen van zijn vader en een alleenstaande moeder die de eindjes niet altijd aan elkaar kon knopen.

We woonden in een armzalig boerderijtje... Op een gegeven moment was het niet meer warm in huis. De ijsbloemen stonden op het venster. En mijn jongste broertje had longontsteking
— Jonathan Holslag: 'De Russische macht hebben wij zelf gecreëerd' (interview), Humo, 9 februari 2022. Gearchiveerd op 30 maart 2023.

Na dat verblijf in het leger studeerde Holslag regent geschiedenis, Nederlands en aardrijkskunde aan de Hogeschool PXL in Hasselt en gaf vervolgens twee jaren les aan het Sint-Hubertuscollege in Neerpelt.
Nadien studeerde hij politieke wetenschappen en internationale betrekkingen aan de Vrije Universiteit Brussel (VUB). Tezelfdertijd schoolde hij zich onder andere bij in defensie en geopolitiek aan de Koninklijke Militaire School te Brussel. In 2006 werd hij geselecteerd voor een doctoraatsbeurs van het Fonds voor Wetenschappelijk Onderzoek - Vlaanderen (FWO). Hij promoveerde in 2011 tot doctor aan de VUB met het proefschrift China's regional dilemma: An Inquiry into the Limits of China's Economic and Military Power of Een onderzoek naar de limieten van de economische en militaire macht van China. Op dat moment verkreeg hij ook een beurs voor postdoctoraal onderzoek van het FWO.
Tijdens zijn onderzoek leidde hij onderzoeksprojecten voor het Europees Parlement over China's buitenlands beleid en coördineerde hij enkele jaren het China-netwerk van de Europese Commissie. Gesteund door de Koning Boudewijnstichting lanceerde hij in 2013 met Brieuc Van Damme de Vrijdaggroep, een denktank van jonge Belgische talenten die ijveren voor innovatieve antwoorden op maatschappelijke uitdagingen. In 2014 werd hij Rockefeller Fellow of the Trilateral Commission, lid van de Council for Security Cooperation in the Asia Pacific (CSCAP) en Nobel Fellow aan het Nobel Institute in Oslo.
In 2015 werd Holslag aangesteld als docent internationale politiek aan de VUB, waar hij nog steeds lesgeeft. Zijn academisch werk spitst zich toe op geopolitiek, veiligheid en de rol van Europa in de veranderende internationale orde. Zijn onderzoeksgebied behelst China's economische, politieke en militaire ontwikkelingen, de geopolitieke context binnen het Aziatisch continent, de relaties van China met Afrika en het partnerschap met Europa.
Hij is voorts gastdocent aan verschillende buitenlandse universiteiten en aan de hoogste opleiding voor generaals van de NAVO. Hij was bijzonder adviseur van eerste vicepresident van de Europese Commissie Frans Timmermans, maar stapte op na een meningsverschil.
In 2018 volgde Holslag een opleiding tot reservist bij Defensie. Hij is reservist bij de Special Forces Group en heeft de rang van korvetkapitein. In 2023 werd hij door de president van Italië benoemd tot ridder in de "Orde van de Ster".
Eind juni 2023 kondigde Holslag aan met zijn nieuwe partij Durf in 2024 te zullen deelnemen aan de gemeenteraadsverkiezingen in Tienen. Daar haalde hij 31% van de stemmen, goed voor 13 zetels in de gemeenteraad. Op 19 oktober werd bekend dat hij burgemeester zou worden van een coalitie met Tienen Anders en N-VA Plus, een zogenaamde "fenikscoalitie".
Jonathan Holslag is gehuwd en heeft twee dochters.

## Standpunten
Centraal in het werk van Holslag is de erkenning dat de wereldpolitiek gedreven wordt door macht. Toch benadrukt hij dat Europa vast moet houden aan zijn waarden en normen. In "Van Muur tot Muur" beschrijft hij hoe zwak leiderschap, materialisme en een gebrek aan burgerzin (patriottisme) de belangrijkste oorzaken zijn van de verzwakking van het Westen.
In de jaren na de Russische annexatie van de Krim, waarschuwde Holslag voor de militaire machtsopbouw van Rusland en adviseerde hij Europa zijn afhankelijkheid van Russische energie af te bouwen.
Holslag heeft vaak positie ingenomen tegenover China. In 2016 voerde hij de strijd aan tegen een investering door het Chinese staatsbedrijf State Grid in Eandis. Hij merkte op dat dit schadelijk zou zijn voor de Belgische belangen en dat Belgische gezinnen vooral dezelfde kans op rendement zouden moeten krijgen. Later waarschuwde hij in een rapport voor de militaire rol die Chinese rederijen speelden die ook in Europese havens actief zijn. Dat rapport leidde tot een internationaal debat en maatregelen voorgesteld in het Europees Parlement. Kort daarna klaagde hij in een rapport aan hoe Alibaba en Chinese e-commerce in Luik Bierset een risico waren voor corruptie en de productieveiligheid. Nog geen maand later onthulde het Europese gerecht grootschalige fraude.
Naast de spanningen met Rusland en China wees Holslag op de uitdagingen in Afrika. Hij stelde dat Afrika geopolitiek even belangrijk is voor Europa en dat een bevolkingsexplosie in armoede een groot risico is op vlak van oorlog en migratie.

## Kritiek
Holslag wordt door economen bekritiseerd om zijn protectionistische visie. Zo stelt econoom Peter De Keyzer dat Holslag onterecht een "nodeloos pessimistisch, uiterst protectionistisch en op het randje van populistisch" beeld schetst van de impact van globalisering op de westerse middenklasse. Volgens De Keyzer miskent Holslag de positieve rol van het westerse consumptiegedrag, dat volgens hem heeft geleid tot "een ongeziene wereldwijde welvaartsexplosie de afgelopen kwarteeuw" en "de grootste vrijwillige welvaartstransfer uit de geschiedenis van de mensheid". Het consumptiegedrag van de westerse middenklasse zou daarbij effectiever zijn geweest dan welk programma van ontwikkelingshulp ook.
Holslags oproep om uitsluitend nog "hoge-kwaliteitsproducten-van-bij-ons" te kopen, wordt door De Keyzer bestempeld als een "nauwelijks verholen oproep tot protectionisme", vergelijkbaar met economisch nationalistische programma’s zoals het "Achetez Français" van Marine Le Pen. Daarnaast wijst De Keyzer op de economische kosten van protectionisme. Hij verwijst naar het Amerikaanse voorbeeld uit 2009, waarbij importheffingen op Chinese banden leidden tot het behoud van 1.200 jobs, maar tegen een prijs van 1,1 miljard dollar — ofwel 900.000 dollar per geredde job. Hij stelt dat studies aantonen dat bij het afschaffen van vrijhandel de laagste westerse inkomens tot 60% van hun koopkracht zouden verliezen.
Volgens Peter De Keyzer zijn er in het Westen ook verliezers van globalisering, zoals mensen die hun job verloren hebben, maar zij zijn veel minder talrijk dan de winnaars. Deze groep verdient volgens De Keyzer zorg en gerichte ondersteuning via opleiding, omscholing en innovatie. Hij verzet zich tegen protectionistische maatregelen, die volgens hem niemand ten goede komen — noch de westerse middenklasse of laaggeschoolden, noch arbeiders in ontwikkelingslanden of Oost-Europeanen die in het Westen werken. De Keyzer pleit ervoor om zowel de verliezers van globalisering te ondersteunen als globalisering zelf te beschermen.

## Publicaties (selectie)
Holslag's publicaties worden besproken in internationale vaktijdschriften en nieuwsmedia. Tijdschriften als Survival, The Journal for Common Market Studies, Journal for Strategic Studies, The Washington Quarterly, Contemporary China en East Asia publiceerden zijn onderzoekspapers. Hij schreef columns voor Belgische en internationale bladen als de Financial Times, The Guardian, European Voice, The Wall Street Journal, The Washington Times en China Daily. Zijn boeken verschenen in twaalf talen, waaronder Chinees, Indonesisch, Koreaans, Arabisch, en Iraans.

### Artikelen
- China's New Mercantilism in Africa (2006)
- Europe and China: The Great Disillusion (2006)
- China Engages the World (2009)
- China's roads to influence (2010)
- Assessing the Sino-Indian Water Dispute (2011)
- China's regional dilemma: An Inquiry into the Limits of China's Economic and Military Power (2011)
- Evaluating the Sino-European strategic partnership (2011)
- Seas of Trouble (2012)

### Boeken
- China: Macht of Mythe? (2007)
- China and India: Prospects for Peace (2009)
- Trapped Giant: China's Troubled Military Rise (2011)
- De kracht van het paradijs: Hoe Europa kan overleven in de Aziatische Eeuw (2014)
- Vlaanderen 2055 (2015)
- China's coming war with Asia (2015)
- Onmogelijke vrede (2015)
- Vrede en oorlog: een wereldgeschiedenis (2018)
- De Nieuwe Zijderoute: China op het economische strijdpad (2019)
- Van muur tot muur: de wereldpolitiek sinds 1989 (2021)